# Метью Тейлор (футболіст)
Метью Тейлор (англ. Matthew Taylor, нар. 27 листопада 1981, Оксфорд) — англійський футболіст, півзахисник клубу «Бернлі».

## Клубна кар'єра
У дорослому футболі дебютував 1999 року виступами за «Лутон Таун», в якому провів три сезони, взявши участь у 129 матчах чемпіонату.
Своєю грою за цю команду привернув увагу представників тренерського штабу клубу «Портсмут», до складу якого приєднався в липні 2002 року. Відіграв за клуб з Портсмута наступні шість сезонів своєї ігрової кар'єри. Більшість часу, проведеного у складі «Портсмута», був основним гравцем команди.
На початку 2008 року уклав контракт з клубом «Болтон Вондерерз», у складі якого провів наступні три з половиною роки своєї кар'єри гравця. Граючи у складі «Болтона» також здебільшого виходив на поле в основному складі команди.
До складу клубу «Вест Хем Юнайтед» приєднався 23 липня 2011 року. Наразі встиг відіграти за клуб з Лондона 54 матчі в національному чемпіонаті.

## Виступи за збірну
Протягом 2002–2003 років залучався до складу молодіжної збірної Англії. На молодіжному рівні зіграв у 3 офіційних матчах.

## Статистика виступів

### Статистика клубних виступів
| Сезон   | Клуб               | Ігор | Голів |
| ------- | ------------------ | ---- | ----- |
| 1999-00 | «Лутон Таун»       | 41   | 4     |
| 2000-01 | «Лутон Таун»       | 45   | 1     |
| 2001-02 | «Лутон Таун»       | 43   | 11    |
| 2002-03 | «Портсмут»         | 35   | 7     |
| 2003-04 | «Портсмут»         | 30   | 0     |
| 2004-05 | «Портсмут»         | 32   | 1     |
| 2005-06 | «Портсмут»         | 34   | 6     |
| 2006-07 | «Портсмут»         | 35   | 9     |
| 2007-08 | «Портсмут»         | 13   | 1     |
| 2007-08 | «Болтон Вондерерз» | 16   | 3     |
| 2008-09 | «Болтон Вондерерз» | 34   | 10    |
| 2009-10 | «Болтон Вондерерз» | 37   | 8     |
| 2010-11 | «Болтон Вондерерз» | 36   | 2     |
| 2011-12 | «Вест Хем Юнайтед» | 28   | 1     |
| 2012-13 | «Вест Хем Юнайтед» | 25   | 1     |
| Всього: |                    | 482  | 63    |